# Crassula mesembrianthemopsis
Crassula mesembrianthemopsis är en fetbladsväxtart som beskrevs av Moritz Kurt Dinter. Crassula mesembrianthemopsis ingår i släktet krassulor, och familjen fetbladsväxter. Inga underarter finns listade i Catalogue of Life.